# Casa Francesc Cussó
Casa Francesc Cussó és una casa del Masnou (Maresme) inclosa a l'Inventari del Patrimoni Arquitectònic de Catalunya.

## Descripció
La casa per a Francesc Cussó ocupava una gran parcel·la, de moderat desnivell, a la vora del carrer de l'Estació, avui Miquel Biada. L'edifici té una planta quadrangular amb planta baixa i primer pis, només trencada per la presència d'una tribuna en la façana sud, la principal, la qual cosa condiciona l'existència d'una teulada composta, a quatre vessants, molt inclinats, coberts amb teula plana natural i vidriada, de color verd, als careners. Aquest detall, a més, confereix a l'edifici una forta personalitat.
Per tal de salvar el desnivell del terreny, la casa se situa sobre una banqueta feta de pedra vista de granet, acabada amb una faixa de maons. Això fa que l'accés, que es fa per la cara sud, es faci a través d'unes escales que donen a la planta baixa, on hi ha la porta d'accés. A més, en aquesta façana que dona al jardí, hi ha una tribuna poligonal amb tres obertures emmarcades amb pedra, la central més gran que les laterals i, a l'esquerra de la porta d'accés, un finestral amb arc de mig punt. Al primer pis hi ha una finestra coberta per una llinda monolítica suaument bombada pel centre, suportada per dos pilars motllurats que determinen tres obertures, a través del qual es pot accedir al balcó, que resulta ser la part superior de la tribuna.
La façana de ponent, que dona al carrer Miquel Biada, té dues finestres al primer pis, rematades amb arcs de mig punt, i una tribuna al pis superior, poligonal, amb tres obertures la central de les quals presenta una llinda amb les mateixes característiques que la de la façana principal. La dita tribuna, que cal remarcar que no existeix en el projecte original, se sustenta sobre una mènsula poligonal i està recoberta d'un estucat gruixut que simula carreus ben escairats. A la façana nord hi ha diferents obertures que són conseqüència de la disposició dels espais interiors de l'edifici.

## Història
A principis dels anys 30 del segle XX la construcció de xalets a la urbanització Montseny, sota el model de ciutat-jardí, avançava vent en popa. L'arquitecte Lluis G. Colomer hi construïa dues cases al mateix temps. Una per a Josep Clarassó que denotava clares influències racionalistes, i una altra per a Francesc Cussó, d'inspiració noucentista. Ambdues es conserven actualment.